# Norimasa Atsukawa
Norimasa Atsukawa (熱川 徳政 Atsukawa Norimasa?, Shizuoka, 31 de mayo de 1995) es un futbolista japonés que juega como defensa en el Yazaki Valente.

## Trayectoria

### Clubes
| Club                    | País  | Año       |
| ----------------------- | ----- | --------- |
| Azul Claro Numazu       | Japón | 2018-2019 |
| Fujieda City Hall S. C. | Japón | 2020      |
| Yazaki Valente          | Japón | 2021-     |